# 呑山観音寺
呑山観音寺（のみやまかんのんじ）は、福岡県糟屋郡篠栗町にある高野山真言宗別格本山の寺院。

## 概要
篠栗四国八十八箇所霊場の第十六番札所で塔頭（たっちゅう：小寺のこと）の天王院は第三十六番札所となっている。本尊の「千手千眼観世音菩薩」は、秘仏として厨子の中に安置されているが、10月の第3日曜日の秋季大祭の法会の時にご開帳されている。また、全国から多くの僧侶が集まり研鑚を積む伝授や講伝が行われ、阿闍梨と成るための修行、四度加行なども行われる修学、修行の場ともなっている。
四季折々の花や紅葉の名所としても知られ、毎年春には桜、初夏には紫陽花、秋には境内を彩る紅葉、楓、どうだんんつつじを観に、多くの観光客が紅葉狩りに訪れる。篠栗四国霊場の札所でもあり、年間を通してお遍路さんも訪れる。
令和４年には九州では初の瑜祇塔が建立された。

## 交通
- 北九州方面から
  - 九州自動車道若宮ICから県道92号を経由し、車で約25分
- 福岡方面から
  - 福岡高速4号粕屋線粕屋出入口から国道201号、県道92号を経由し、車で約25分
- 久留米方面から
  - 九州自動車道福岡ICから国道201号、県道92号を経由し、車で約20分